# Галахов, Николай Николаевич
Николай Николаевич Галахов (29 мая 1928, Казань — 1 марта 2022, Санкт-Петербург) — советский художник, живописец, пейзажист, заслуженный художник РСФСР (1985), член Санкт-Петербургского Союза художников (до 1992 года — Ленинградской организации Союза художников РСФСР).

## Биография
Галахов Николай Николаевич родился 29 мая 1928 года в Казани на Волге. В 1947 году окончил Казанское художественное училище и уехал продолжать учёбу в Ленинград, где поступил на первый курс факультета живописи ЛИЖСА имени И. Е. Репина. Занимался у Л. Ф. Овсянникова, В. В. Мешкова, П. П. Белоусова, И. А. Серебряного. На четвёртом курсе рисунок вёл Ю. М. Непринцев. В это время художник работал над своим известным полотном «Отдых после боя» (1951), в основу которого легли натурные зарисовки фронтовых товарищей Непринцева, а также этюды с натуры, которые он выполнял со своих студентов. Когда полотно было показано на выставке, ученики Непринцева узнавали в лицах бойцов черты своих товарищей, преобразованные художником в острохарактерные и типичные образы советских воинов. Опыт учителя при работе над картиной — опора на натурный материал и отбор в нём типичного — помог Галахову, по его словам, в выборе собственного творческого метода.
В 1953 году Галахов окончил институт по мастерской профессора Р. Р. Френца. Его дипломной работой стала картина «Н. А. Некрасов на Волге» (Научно-исследовательский музей Академии художеств, Санкт-Петербург). В этом же выпуске институт окончили Орест Бетехтин, Леонид Кабачек, Марк Клионский, Иззат Клычев, Борис Котик, Валерия Ларина, Николай Ломакин, Константин Молтенинов, Георгий Песис, Валентин Преображенский, Владимир Селезнёв, Петр Смукрович, Павел Уткин, Гарри Френц, Соломон Эпштейн и другие известные в будущем художники. Тесное творческое общение и дружба с ними сохранится у Николая Галахова на многие годы.
В 1954—1956 годах Галахов занимается в аспирантуре ЛИЖСА имени И. Е. Репина. Одновременно с осени 1953 года начинает писать картины по договорам с Комбинатом живописно-оформительского искусства Ленинградского отделения Художественного Фонда (КЖОИ ЛОХФ). Первое участие Галахова в большой выставке относится к 1949 году, когда он показал свою работу в Казани на юбилейной выставке художников Татарской АССР, посвящённой 30-й годовщине образования республики. В 1951 году, будучи студентом, Галахов впервые участвовал в городской выставке ленинградских художников в Русском музее, представив работу «Здесь будет Куйбышевская ГЭС». С 1954 года Галахов неизменно участвует в ленинградских, республиканских и всесоюзных художественных выставках, на которых экспонирует свои работы вместе с произведениями ведущих мастеров изобразительного искусства Ленинграда. Он пишет пейзажи, жанровые и тематические композиции, работает в технике масляной и темперной живописи, пастели, карандашного рисунка. В 1955 году за серию волжских пейзажей Николая Галахова приняли в члены Ленинградского Союза советских художников.

## Творчество
Ведущее место в творчестве Галахова в 1950-е годы занимает волжский пейзаж. На Волге прошли его детские годы, летом 1948 года перейдя на второй курс института он совершил своё первое плавание по Волге на пароходе «Георгий Седов». Потом были ещё два похода на лодке из Казани вверх до Чебоксар и вниз по Волге до пристани Тетюши. Во время остановок Галахов писал этюды. Эти впечатления повлияли и на выбор Галаховым темы дипломной картины. Пейзажи старой реки уходили в прошлое. Через несколько лет на месте заливных лугов и песчаных берегов разлилось рукотворное море, построили электростанции, водохранилища и прежней реки не стало. «Уплыли навсегда старые колёсные пароходы и деревянные баржи, исчезли маленькие патриархальные пристани с шумными базарами и торговцами, канули в Лету привычные очертания берегов матушки Волги, на этом окончилась волжская романтика», — с грустью напишет об этом художник в своих воспоминаниях.
В середине 1950-х Галахов совершил две продолжительные поездки на Ветлугу и Вятку. В одну из них судьба забросила Галахова в село Истобенское, на родину его любимого художника А. А. Рылова. Об особенностях живописи Галахова этого периода, выдержанной в строгих, почти классических традициях пейзажного жанра, говорят показанные на выставках работы «Пристань на Волге», «Вечер. Камское устье» (обе 1954), «Июль» (1955), «Волжский порт. Вечереет», «Заливные луга на Волге» (обе 1956), «Гроза над Волгой», «На Волге» (обе 1957), «На стройке Куйбышевской ГЭС» (1957), «Осень на Волге» (1957) и другие.
К материалам и впечатлениям от поездок на Волгу, Вятку и Ветлугу Галахов будет обращаться на протяжении всей творческой жизни, они найдут воплощение в его картинах «Лето на Ветлуге» (1972), «На Волге» (1973), «Полдень на Волге» (1975), «Цветущие луга за Волгой» (1980), «Волга под Казанью», «Гроза над Волгой», «Заливные луга» (все 1983), «Ветлуга», «На Вятке» (обе 1984), «Лето на Ветлуге» (1989), «На Волге» (1993) и многих других.
В конце 1950-х — начале 1960-х годов Галахов совершает две поездки в Сибирь и на Байкал. Их результатом стали новые впечатления, воплотившиеся в многочисленных натурных этюдах и картинах «Деревня в Сибири» (1959), «На берегу Байкала» (1960), «У переправы» (1960), «Сибирская деревня» (1960), «Скоро сплав» (1961), «Стройка в Сибири» (1962) и других. Эти поездки помогли Галахову разнообразить палитру, ощутить пластические и пространственные особенности природы тех или иных мест, дали новый толчок живописным поискам, подготовив к встрече с Карелией, ставшей переломным моментом в его творчестве. Развитие его живописной манеры шло за счёт постепенного накопления опыта и углублённого освоения традиций, обретения большей степени утончённости, достижения целостности образа. При этом приёмы образного воплощения замысла картины роднят Галахова с творчеством Аркадия Рылова, которого художник считает свои главным учителем. Неизменным для Галахова было и последовательное отстаивание принципов картины-пейзажа.
В конце 1950-х Галахов открывает для себя Карелию. Он пишет бесчисленные этюды и картины, посвящённые природе и сегодняшнему дню этого края. Хотя Галахов создаёт довольно много жанровых картин (среди них «На дорогах Карелии», «Лесопункт Юма в Карелии», «Для наших строек» (1964), «Лесные будни», «Лесные мастера» и другие), основной остаётся его работа в пейзаже. Особенно привлекают его заповедные уголки северной природы, не затронутые цивилизацией. Художнику удаётся вдохновенно и поэтично передать её первозданную хрупкую красоту и величавость. Среди известных работ этого периода «Северная весна» (1960), «Пороги на реке Кемь» (1962), «Карелия. Тёплая зима» (1968), «Деревня Умба» (1969), «Карелия. На берегу Кеми» (1970), «Северный край» (1972), «Карелия. Начало зимы» (1973), «У Белого моря» (1974), «Белая ночь в Карелии» (1974), «Северное лето» (1977), «Кемь. Зима наступает» (1978), «Осень у Белого моря», «Северные острова» (обе 1980), «Кемь. Старая церковь» (1982), «Белая ночь в Карелии» (1982), «Северная деревня» (1983), «Северная весна» (1984), «Карельские берёзы» (1985), «Карелия. Начало зимы» и многие другие.
Для Галахова, по его признанию, очень важно найти «нужный мотив». Найдя завораживающий его ландшафтный пейзаж, художник любит писать его раз за разом в различных состояниях, добиваясь точности в передаче цвета и формы, уточняя и прорабатывая детали. Привозя из поездок пленэрные этюды, Галахов в мастерской компонует будущую картину в графическом эскизе, «очищая» образ пейзажа от случайного и придавая ему торжественную гармонию. Натурные впечатления композиторским даром художника слагаются в живописную мелодию. Запечатлённое в этюде мгновенное состояние природы в пейзаже — картине Галахова обретает вечность обобщённого образа. Именно в пейзажах карельского и беломорского циклов сложился стиль Галахова — пейзажиста. По мнению А. Васильевой, «сама фактура холстов Николая Галахова — благородно-матовая, сотканная из мелких наслаивающихся мазков в бархатной поверхности скал, мхов, стволов и ветвей и словно сплавленная в изображении небес и вод — являет зрителю торжественную величавость Севера»
Есть в творчестве Галахова — пейзажиста работы, посвящённые Ленинграду и живописным уголкам Карельского перешейка. Среди них «Нева замерзает» (1963), «Набережная Красного Флота» (1964), «Праздник на Неве» (1966), «На Мойке» (1972), «Ленинградское воскресенье» (1975), «Речка Вьюн» (1979), «Под Ленинградом» (1980), «На окраине Ленинграда» (1984), «Сосны у реки» (1995) и другие. Впечатления от поездок на Волхов и творческую базу в Старой Ладоге воплотились в работах «Ладога. Солнечный день» (1964), «В устье Волхова» (1964), «Берег Ладоги» (1964), «На берегу Ладоги» (1970), «Сейнеры. Новая Ладога» (1970).
Наряду с пейзажем и тематической картиной в 1960—1970 годы Галахов занимался монументальной живописью, исполнив ряд панно для общественных зданий и организаций. Среди них были монументальная роспись «Парад Победы на Красной площади в Москве 24 июня 1945 года» для Военно-морского музея в Ленинграде (1970, в соавторстве с Н. Ломакиным), серия панно для Зоологического музея в Ленинграде (1980), выполненных на основе этюдов, написанных в 1961 году на Байкале и на берегах таёжной реки Мамакан.
Произведения 1970—1980-х годов принесли художнику признание в качестве одного из ведущих мастеров ленинградской пейзажной живописи. В 1985 году Н. Галахов был удостоен почётного звания Заслуженный художник РСФСР. В 2010 году Н. Галахов был награждён орденом Дружбы. Персональные выставки его произведений были показаны в Ленинграде (1988) и Санкт-Петербурге (2010, 2013). Скончался 1 марта 2022 года в Санкт-Петербурге.
Произведения Николая Галахова находятся в Музее изобразительных искусств Республики Карелия, в Иркутском областном художественном музее, Новгородском государственном музее-заповеднике, в Мемориальном музее Н. А. Некрасова в Санкт-Петербурге, Якутском республиканском музее изобразительных искусств, Волгоградском музее изобразительного искусства, Брянском музее изобразительного искусства, Красноярском художественном музее имени В. И. Сурикова, Ульяновском областном художественном музее, в Псковском историко-художественном музее-заповеднике, в Научно-исследовательском музее РАХ, в других музеях и частных собраниях в России, Великобритании, Японии, Германии, Франции, США, Китае и других странах.

## Выставки
- 1951 год (Ленинград): Выставка произведений ленинградских художников.
- 1954 год (Ленинград): Весенняя выставка произведений ленинградских художников.
- 1954 год (Ленинград): Выставка произведений ленинградских художников.
- 1956 год (Ленинград): Осенняя выставка произведений ленинградских художников.
- 1957 год (Ленинград): 1917—1957. Выставка произведений ленинградских художников.
- 1957 год (Москва): Всесоюзная художественная выставка, посвящённая 40-летию Великой Октябрьской социалистической революции.
- 1958 год (Москва): Всесоюзная художественная выставка "40 лет ВЛКСМ".
- 1958 год (Ленинград): Осенняя выставка произведений ленинградских художников.
- 1960 год (Ленинград): Выставка произведений ленинградских художников 1960 года.
- 1960 год (Ленинград): Выставка произведений ленинградских художников.
- 1960 год (Москва): Советская Россия. Республиканская художественная выставка.
- 1961 год (Ленинград): Выставка произведений ленинградских художников 1961 года.
- 1962 год (Ленинград): Осенняя выставка произведений ленинградских художников.
- 1964 год (Ленинград): Ленинград. Зональная выставка.
- 1965 год (Москва): Советская Россия. Вторая Республиканская художественная выставка.
- 1967 год (Москва): Советская Россия. Третья Республиканская художественная выставка.
- 1968 год (Ленинград): Осенняя выставка произведений ленинградских художников.
- 1969 год (Ленинград): Весенняя выставка произведений ленинградских художников.
- 1972 год (Ленинград): Наш современник. Вторая выставка произведений ленинградских художников.
- 1972 год (Ленинград): По Родной стране. Выставка произведений ленинградских художников.
- 1973 год (Ленинград): Наш современник. Третья выставка произведений ленинградских художников.
- 1973 год (Ленинград): Осенняя выставка произведений ленинградских художников.
- 1974 год (Ленинград): Весенняя выставка произведений ленинградских художников.
- 1975 год (Ленинград): Наш современник. Зональная выставка произведений ленинградских художников.
- 1976 год (Ленинград): Портрет современника. Пятая выставка произведений ленинградских художников.
- 1976 год (Москва): Изобразительное искусство Ленинграда.
- 1977 год (Ленинград): Выставка произведений ленинградских художников, посвящённая 60-летию Великого Октября.
- 1978 год (Ленинград): Осенняя выставка произведений ленинградских художников.
- 1980 год (Ленинград): Зональная выставка произведений ленинградских художников.
- 1994 год (Петербург): Ленинградские художники. Живопись 1950—1980-х годов.
- 1994 год (Петербург): Этюд в творчестве ленинградских художников 1940—1980-х годов.
- 1995 года (Петербург): Лирика в произведениях художников военного поколения. Живопись. Графика.
- 1996 год (Петербург): Живопись 1940—1990-х годов. Ленинградская школа.
- 1997 год (Петербург): Связь времён. 1932—1997. Художники — члены Санкт-Петербургского Союза художников России .